# Jihoafrická ragbyová reprezentace

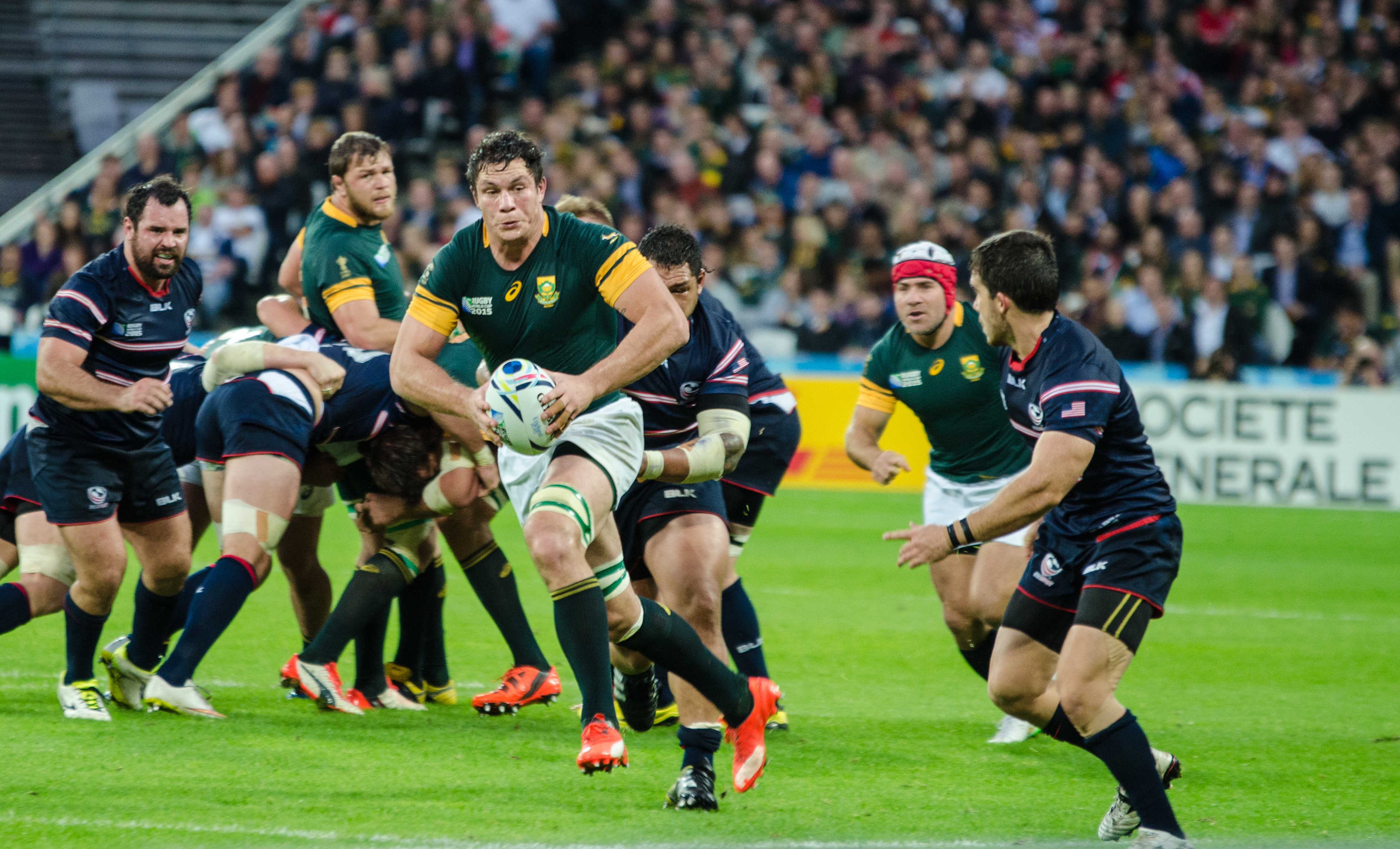
Jihoafrický tým (v zelených dresech) v zápase proti USA na MS 2015

Jihoafrická ragbyová reprezentace (přezdívaná Springboks) reprezentuje Jihoafrickou republiku na turnajích v rugby union. Jižní Afrika je čtyřnásobným mistrem světa (1995, 2007, 2019, 2023) a je zemí, která se stala nejčastěji vítězi MS v ragby. K 2. dubnu 2024 jí patřilo první místo ve světovém žebříčku. První ragbyový zápas odehrála Jižní Afrika v roce 1891 s týmem British Isles. Největší výhru (134:3) si připsali v červnu 2005 proti Uruguayi a největší porážku jim uštědřil Nový Zéland (0:57) v září 2017.

## Mistrovství světa
| Rok  | Dějiště finálového zápasu | Umístění                              |
| ---- | ------------------------- | ------------------------------------- |
| 1987 | Nový Zéland               | nezúčastnili se                       |
| 1991 | Anglie                    | nezúčastnili se                       |
| 1995 | Jižní Afrika              | Zlatá medaile                         |
| 1999 | Wales                     | Bronzová medaile                      |
| 2003 | Austrálie                 | čtvrtfinále (prohra s Novým Zélandem) |
| 2007 | Francie                   | Zlatá medaile                         |
| 2011 | Nový Zéland               | čtvrtfinále (prohra s Austrálii)      |
| 2015 | Anglie                    | Bronzová medaile                      |
| 2019 | Japonsko                  | Zlatá medaile                         |
| 2023 | Francie                   | Zlatá medaile                         |